# Mint Airways

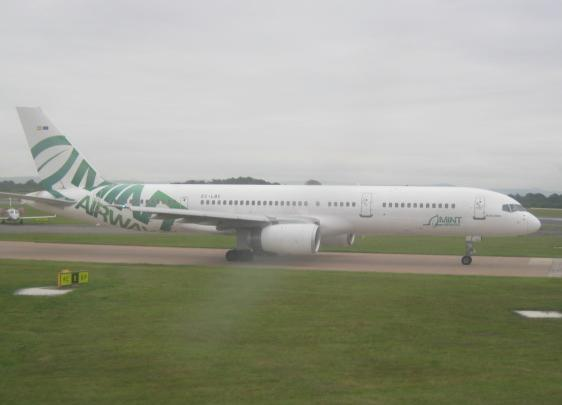
Boeing 757-200 de Mint Airways efectuando un vuelo de Jet2 en el aeropuerto de Mánchester.

Mint Airways (Mint Líneas Aéreas), fue una aerolínea chárter española con sede social en Madrid. Estaba especializada en vuelos para terceros, operaciones A.C.M.I (Aircraft, Crew, Maintenance and Insurance = Avión, Tripulación, Mantenimiento y Seguro) y vuelos de incentivos. Su flota estaba compuesta de dos Boeing 757-200 de 232 y 229 plazas en clase única, el EC-LBC que perteneció a la flota de Icelandair de 1996 a 2007 y a Flygloblespan de 2007 a 2009 y el EC-LHL que voló para Air Slovakia hasta que esta cerró.
Durante el primer año de vida, Mint Airways realizó vuelos para Thomas Cook Airlines, Atlas Blue, Royal Air Maroc, Air Méditerranée, Axis Airways, Nouvelair, Tunisair, Blue Panorama, Air Italy o Spanair. También realizó vuelos propios a Irlanda y Egipto durante 2009. Cesó operaciones el 22 de mayo de 2012.

## Flota
La flota de Mint Airways consistió en las siguientes aeronaves:
| Aeronaves      | Total | Introducido | Retirado | Matrículas                                  |
| -------------- | ----- | ----------- | -------- | ------------------------------------------- |
| Boeing 757-200 | 2     | 2009        | 2010     | EC-LBC «Tato Goya» y EC-LHL «David Summers» |